# William Martin (strzelec)
William Brittain Martin (ur. 13 maja 1866 w Elizabeth, zm. 22 stycznia 1931 tamże) – amerykański strzelec, mistrz olimpijski.
Był majorem w 2 Pułku Piechoty New Jersey.
Martin wystąpił na Letnich Igrzyskach Olimpijskich 1908 w jednej konkurencji. W drużynowym strzelaniu z karabinu wojskowego zdobył wraz z kolegami z reprezentacji złoty medal, osiągając taki sam rezultat jak najlepszy z Amerykanów William Leushner (skład zespołu uzupełnili: Charles Benedict, Kellogg Casey, Ivan Eastman i Charles Winder).

## Wyniki

### Igrzyska olimpijskie
| Igrzyska | Konkurencja                 | Wynik                                               | Miejsce | Źródło |
| -------- | --------------------------- | --------------------------------------------------- | ------- | ------ |
| IO 1908  | Karabin wojskowy, drużynowo | 2531 pkt. (druż.) 430 pkt. ind. (71–74–72–73–71–69) |         | [ 1 ]  |